# تحول صناعي

تأثير التحول الصناعي الذي أظهرته مستويات الدخل المرتفعة في القرن التاسع عشر. يوضح الرسم البياني أن الناتج القومي الإجمالي (عند تعادل القوة الشرائية) للفرد ما بين 1750 و 1900 في عام 1990 بالدولار الأمريكي لدول العالم الأول (أوروبا، الولايات المتحدة، كندا، اليابان) ودول العالم الثالث (آسيا، إفريقيا، أمريكا اللاتينية).

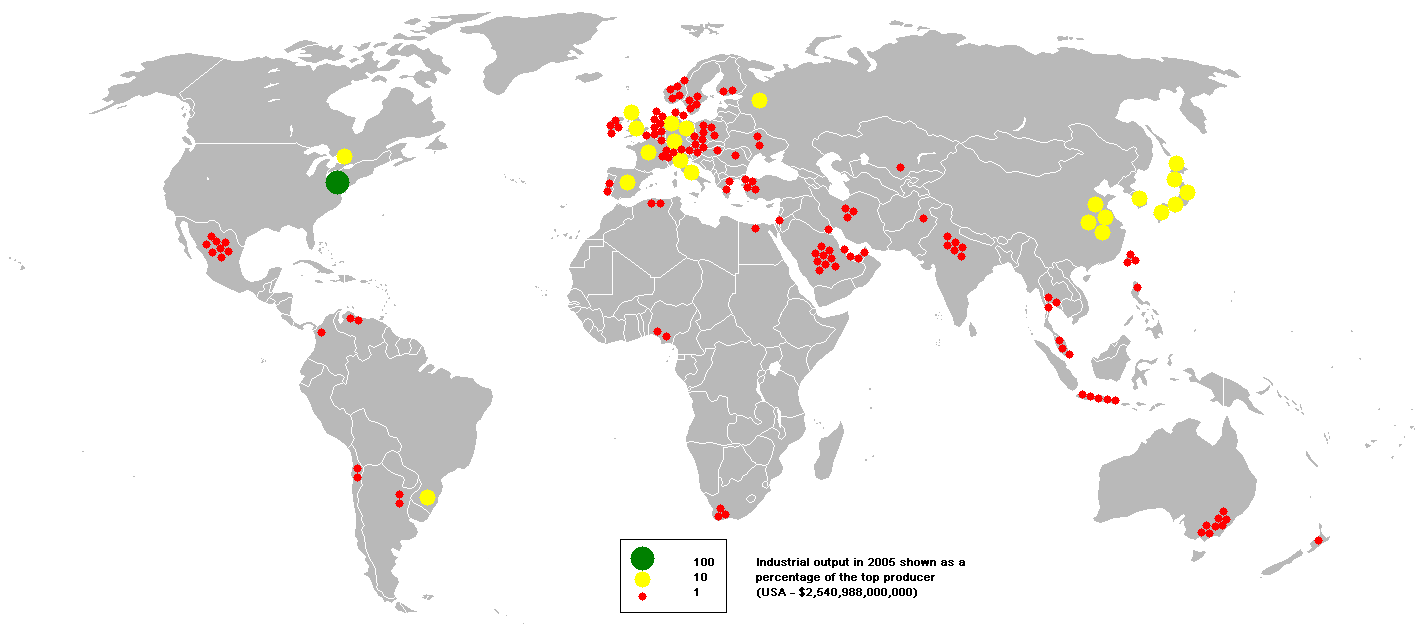
خريطة تبين التوزيع العالمي للإنتاج الصناعي في عام 2005 ، بناءً على نسبة من أعلى الولايات المنتجة، الولايات المتحدة

التحول الصناعي Industrialisation هي فترة التغيير الاجتماعي والاقتصادي التي تحوِّل مجموعة بشرية من مجتمع زراعي إلى مجتمع صناعي، بما في ذلك إعادة التنظيم واسع النطاق للإقتصاد بغرض التصنيع. مع ارتفاع دخل العاملين في الصناعة، تميل أسواق السلع الإستهلاكية والخدمات بجميع أنواعها إلى التوسع وتوفير حافز إضافي للاستثمار الصناعي والنمو الاقتصادي.

## معلومات أساسية
بعد المرحلة الأخيرة من التحول الصناعي الأولي، عُرف التحول الأول من الاقتصاد الزراعي إلى الاقتصاد الصناعي بالثورة الصناعية، وحدث ذلك خلال الفترة من منتصف القرن الثامن عشر إلى أوائل القرن التاسع عشر في مناطق معينة من أوروبا وأمريكا الشمالية؛ بدأت في بريطانيا العظمى، تلتها بلجيكا وسويسرا وألمانيا وفرنسا. من خصائص هذا التحول الصناعي المبكر: التقدم التكنولوجي، والتحول من العمل الريفي إلى العمالة الصناعية، والاستثمارات المالية في الهيكل الصناعي الجديد، والتطورات المبكرة في الوعي الطبقي والنظريات المتعلقة بهذا. أطلق عليها المعلقون فيما بعد «الثورة الصناعية الأولى».
«الثورة الصناعية الثانية» تصف وتسمي التغييرات اللاحقة التي حدثت في منتصف القرن التاسع عشر بعد تحسين المحرك البخاري، واختراع محرك الاحتراق الداخلي، وتسخير الكهرباء، وبناء القنوات، وخطوط السكك الحديدية والطاقة الكهربائية. أعطى اختراع خط التجميع هذه المرحلة دفعة. حلت مناجم الفحم ومصانع الصلب ومصانع النسيج محل المنازل كمكان للعمل.
بحلول نهاية القرن العشرين، أصبحت شرق آسيا واحدة من أحدث المناطق الصناعية في العالم. تخضع دول البريكس (البرازيل وروسيا والهند والصين وجنوب إفريقيا) لعملية التحول الصناعي.
هناك الكثير من الكتابات حول العوامل التي تسهل التحديث الصناعي وتنمية المشاريع.

## عواقب اجتماعية

### تحضر
نظراً لأن الثورة الصناعية كانت عبارة عن تحول من المجتمع الزراعي، فقد هاجر الناس من القرى بحثاً عن وظائف إلى أماكن أقيمت فيها المصانع. أدى هذا التحول من سكان الريف إلى التحضر وزيادة في عدد سكان المدن. زاد تركيز العمالة في المصانع من التوسع الحضري وحجم المستوطنات، لخدمة وإيواء عمال المصانع.

#### استغلالية
يتعين على العمال الصناعيين إما مغادرة أسرهم أو جلبهم للعمل في البلدات والمدن التي توجد فيها هذه الصناعات.

### تغيرات في هيكل الأسرة
هيكل الأسرة يتغير مع التحول الصناعي. أشار عالم الاجتماع تالكوت بارسونز إلى أنه في مجتمعات ما قبل الصناعة، يوجد هيكل عائلي ممتد يمتد لعدة أجيال وربما بقي في نفس المكان لعدة أجيال. في المجتمعات الصناعية، تسود الأسرة النووية، التي تتكون من الآباء والأمهات وأطفالهم فقط. الأسر والأطفال الذين يصلون إلى مرحلة البلوغ هم أكثر قدرة على الحركة ويميلون إلى الانتقال إلى مكان وجود الوظائف. الروابط العائلية الممتدة تصبح أكثر هشاشة.